# Millersburg (Kentucky)
Millersburg è un comune degli Stati Uniti d'America, situato nello Stato del Kentucky, nella contea di Bourbon.